# HD 168092
HD 168092，又名BD+56 2080，SAO 30836、HR 6849，是一颗恒星，视星等为6.37，位于銀經85.21，銀緯27.31，其B1900.0坐标为赤經18h 12m 55.9s，赤緯+56° 27.31′ 14″。